# Міська рада Амбалангоди
Міська рада Амбалангоди (AUC) є місцевою владою для міста Амбалангода в окрузі Галле, Південна провінція, Шрі-Ланка . МРА відповідає за надання різноманітних місцевих громадських послуг, включаючи дороги, каналізацію, житло, бібліотеки, громадські парки та місця відпочинку. Вона має 12 радників, обраних за допомогою системи пропорційного представництва відкритого списку.

## Результати виборів

### Місцеві вибори 2011 року
Результати виборів місцевих органів влади, що відбулися 17 березня 2011 року:  
| Альянси та партії      | Альянси та партії                      | Голоси | %       | Місця |
| ---------------------- | -------------------------------------- | ------ | ------- | ----- |
|                        | Об'єднаний Народний Альянс Свободи     | 6,772  | 56.32%  | 8     |
|                        | Об'єднана Національна Партія           | 4,801  | 39.93%  | 4     |
|                        | Фронт Народного Визволення             | 440    | 3.66%   | 0     |
|                        | Сингалая Махасаммата Бхуміпутра Пакшая | 11     | 0.09%   | 0     |
| Зараховані голоси      | Зараховані голоси                      | 12,024 | 100.00% | 12    |
| Відхилені голоси       | Відхилені голоси                       | 428    |         |       |
| Всього голосів         | Всього голосів                         | 12,452 |         |       |
| Зареєстровано виборців | Зареєстровано виборців                 | 16,618 |         |       |
| Явка                   | Явка                                   | 74.93% |         |       |